# Особняк П. А. Бачуриной — И. Е. Смирнова
Особняк П. А. Бачуриной — И. Е. Смирнова — здание в Москве, внутри Садового кольца, по адресу Новокузнецкая улица, дом 40.

## История
Новокузнецкая улица, дом № 40 — владение Бачуриной-Смирновой. Левая часть часть нынешнего здания построена в 1890-е годы архитектором Сергеем Шервудом.
В 1913 году появилась правая часть, выполненная по проекту архитектора Сергея Воскресенского. Именно он создал некую «ступенчатость» фасада: с выступающими и заглубленными частями.
Изначально это был особняк П. А. Бачуриной; позднее оно перешло к И. Е. Смирновой.
В советское время в здании располагался «дом политпросвещения» райкома КПСС.
В 1990-х годах в особняке устроило свой дом приёмов акционерное общество «Логоваз».
Летом 1994 года у ворот дома произошло неудачное покушение на основателя общества — Бориса Березовского: был взорван его автомобиль.
В 2021 году особняк приобрела девелоперская компания West Wind Group. В 2022 году здание было выставлено на продажу за 541,5 млн рублей, но позже было снято с реализации. В 2023 году компания сообщила о решении создать здесь smart-офисы премиального класса, сохраненив исторические интерьеры.
В феврале 2025 года особняк был включён в Единый государственный реестр объектов культурного наследия и признан памятником архитектуры.

## Архитектура
Длинный одноэтажный особняк расположен в конце Новокузнецкой улицы, недалеко от ее пересечения с Садовым кольцом. Несмотря на некоторую аскетичность и отсутствие пышного декора на фасаде, здание составляет фрагмент дореволюционной застройки улицы, значительная часть которой была утрачена после войны.

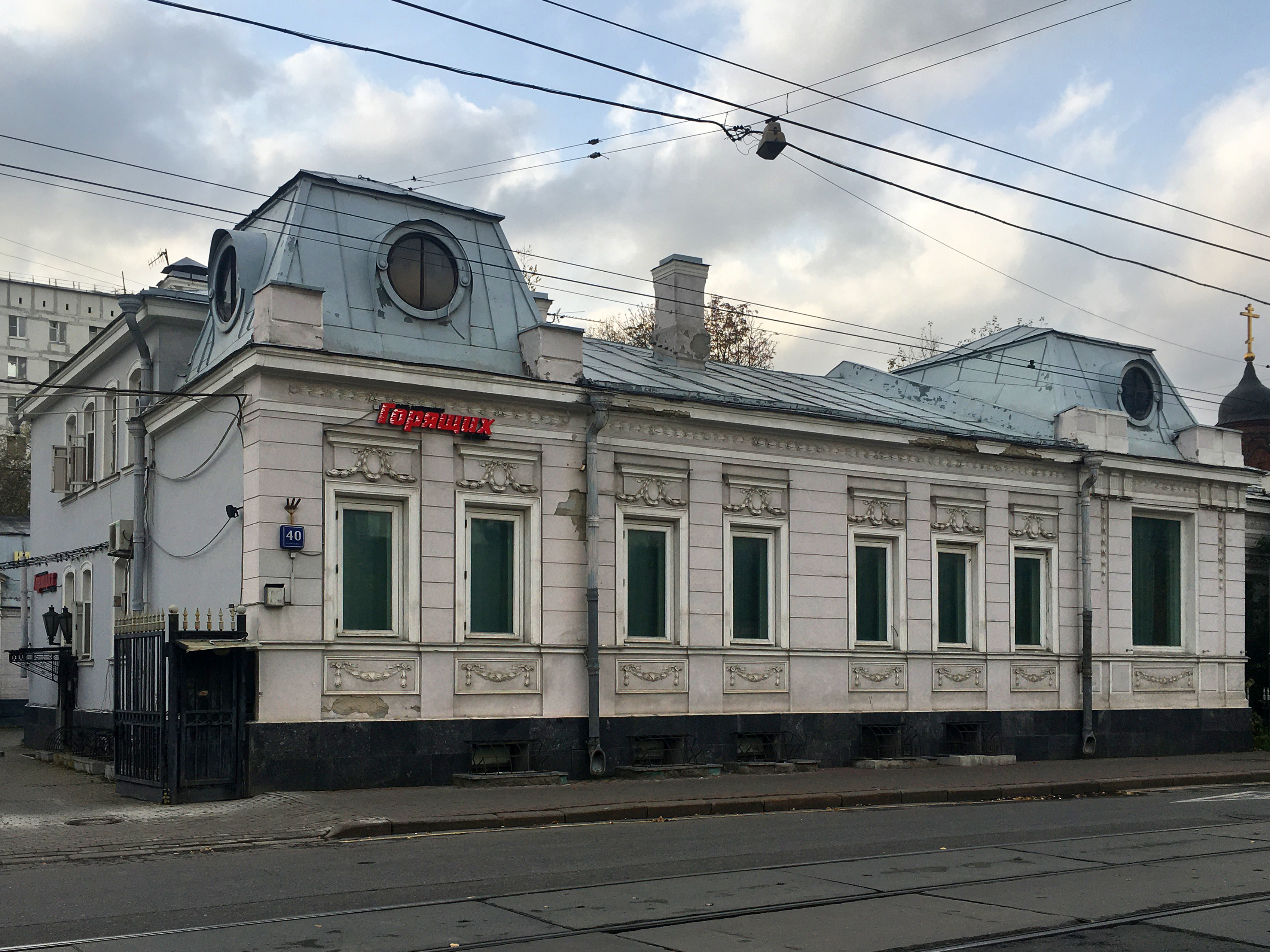
Москва, Новокузнецкая улица, дом № 40. Особняк Бачуриной-Смирновой:Обсуждение:Особняк П. А. Бачуриной — И. Е. Смирнова

Здание, на первый взгляд, кажется монолитным; на самом же деле оно состоит из двух разновременных частей. Левая часть особняка построена в 1890 г. по проекту архитектора С. В. Шервуда (сын знаменитого создателя здания Исторического музея). В отличие от отца, он в основном прославился своими церковными постройками: как в Москве, так и в Московской губернии. Светских же зданий в его практике было всего два: особняк М. И. Рекк на Пятницкой улице (известен как «дом со львами») и «дом Бачуриной на Новокузнецкой улице».
Правую часть здания возвел архитектор С. Ф. Воскресенский в 1913 г., ранее творивший в стиле модерн, но ко времени работы на Новокузнецкой улице перешедшему к неоклассицизму. С. Ф. Воскресенский придал зданию ступенчатость, отдельные его части несколько сдвинуты в глубину участка, а другие, напротив, выдвинуты на улицу. Благодаря этому средняя часть особняка поставлена с небольшим отступом от красной линии, а между нею и выступающими частями разбит палисадник с оградой. Вход в дом осуществляется через крыльцо в правой части особняка. Фасады украшены растительным декором с лентами.